# Río Pahang
El río Pahang (en malayo Sungai Pahang) es un río asiático que atraviesa el estado de Pahang, Malasia. Tiene una longitud de 459 km y es el río más largo de la península malaya. El río comienza en la confluencia de los ríos Jelai y Tembeling en las montañas Titiwangsa y desemboca en el mar de la China Meridional.

## Caudal
El río Pahang es el más grande de la península de Malaca. El área o cuenca de drenaje del río es de aproximadamente 29 300 km². Su caudal medio es de 557.5 m³/s, mientras que en la desembocadura es de 596 m³/s.

### Dinámica aluvional
Las lluvias estacionales dan origen a grandes inundaciones a lo largo del curso del río y sus tributarios. La profundidad promedio en el pico de la estación lluviosa es de unos 10 m y el ancho promedio es de unos 100 m.

## Historia
Las orillas del río Pahang fueron colonizadas en 1400 por guerreros y marineros del sudeste asiático, incluidos lugares como Aceh, Riau, Palembang y Célebes. Los primeros registros históricos de gente habitando en el río Pahang se encontraron en los Anales Malayos y Hikayat Abdullah.